# آرسنان
آرسنان (به فرانسوی: Arcenant) یک کمون در فرانسه با جمعیت ۴۹۷ نفر است که در Canton of Nuits-Saint-Georges واقع شده‌است.